# Studiekeuze
De studiekeuze is de keuze van een school, studierichting, onderwijsvorm. Meestal denkt men daarbij aan de schoolkeuze na de basisschool, of de studiekeuze voor het voortgezet onderwijs of hoger beroepsonderwijs of de universiteit. Het begrip omvat echter nog meer.

## Historiek
De studiekeuze en studiekeuzehulp heeft een hele evolutie doorgemaakt: van extern (school-)advies en "oriëntering" naar een bepaalde school tot "schoolloopbaanbegeleiding". Met deze laatste term wordt vooral bedoeld dat studiekeuze een "continu proces" is (niet alleen keuze op de scharniermomenten) en dat de kiezende (of zijn ouders) zelf verantwoordelijk is. De begeleiding bestaat er dan voornamelijk in de kiezende de instrumenten te verschaffen waarmee hij een goede keuze kan maken. 

## Advies
Studiekeuze-advies kan men privé bekomen tegen betaling. Daarnaast bestaan er studiekeuzetesten die online een studie advies geven.
In Vlaanderen wordt deze taak door de overheid gratis verzorgd via de Centra voor Leerlingenbegeleiding, die daarvoor samenwerken met de scholen. In Nederland is studiekeuze-advies meer een schoolinterne opdracht van de schooldecaan.
Naarmate men vordert in de schoolloopbaan wordt studiekeuze meer en meer verweven met beroepskeuze.

## Studievoorlichting
In het voortgezet onderwijs en het hoger beroepsonderwijs en aan universiteiten wordt actief studievoorlichting gegeven. Dit gebeurt via een breed palet aan voorlichtingsactiviteiten waar de leerling/student uit kan kiezen ("onderwijsbeurs", voorlichtingen op school, open dagen / voorlichtingsdagen, meeloopdagen, proefstuderen, "late beslissers"-dagen).
Daarnaast zijn er allerlei studiekeuzesites en -gidsen. De meeste hiervan zijn commercieel; soms geven zij daarom om een beperkt of een gekleurd beeld van het opleidingenaanbod in Nederland. Vanuit het hoger onderwijs in Nederland is daarom een niet-commercieel initiatief gestart om objectieve opleidingsinformatie gratis beschikbaar te maken voor iedereen,  Hodex.